# Bieguni
Bieguni – powieść Olgi Tokarczuk wydana w 2007 w Krakowie przez Wydawnictwo Literackie; nagrodzona Nagrodą Literacką „Nike” (2008) i Man Booker International Prize (2018).

## Fabuła
Głównym tematem powieści jest sytuacja egzystencjalna człowieka w podróży, to literacka monografia zjawiska ruchliwości, poruszania się, niepokoju podróżnego.
Tytuł nawiązuje do nazwy odłamu rosyjskich staroobrzędowców, biegunów (bieżeńców), wierzących, iż świat jest przesiąknięty złem, które ma do człowieka trudniejszy dostęp, gdy pozostaje on w ciągłym ruchu. Aby złu nie ulec, konieczne jest nieustanne przemieszczanie się.
Fabuła utworu skonstruowana jest w formie przeplatających się, niepowiązanych ze sobą na pierwszy rzut oka, wątków. Obok wątku podróżowania (podróże samej autorki oraz kilku bohaterów), obecny jest także temat pragnienia unieśmiertelnienia człowieka, tym razem nie w aspekcie duszy, ale poprzez konserwację jego martwego ciała (historia XVII-wiecznego anatoma, Filipa Verheyena oraz XXI-wiecznego lekarza, Blaua).
W powieści pojawia się także temat Wikipedii – jako cudownego, ale niemożliwego do zrealizowania projektu spisania całej ludzkiej wiedzy i sumy ludzkiego doświadczenia.

## Nagrody
W 2008 powieść otrzymała Nagrodę Literacką „Nike” (główną oraz Nagrodę Czytelników). W 2018 książka w tłumaczeniu Jennifer Croft (wydana pod angielskim tytułem Flights przez Fitzcarraldo Editions) zdobyła The Man Booker International Prize.

## Adaptacja
Interpretacji scenicznej dokonał reżyser Michał Zadara w Teatrze Powszechnym (adaptacja: Michał Zadara, Barbara Wysocka). Pokaz work in progress odbył się 5 grudnia 2020 w ramach festiwalu teatralnego Boska Komedia (w wersji online na platformie Play Kraków), natomiast premiera 30 stycznia 2021.